# Deng Zhuoxiang
Deng Zhuoxiang (en chino tradicional: 鄧卓翔; en chino simplificado: 邓卓翔; pinyin: Dèng Zhuōxiáng, Wuhan, Hubei; 24 de octubre de 1988) es un futbolista chino que juega en la posición de centrocampista con el Wuhan Three Towns de la Superliga China.

## Carrera

### Club
| Periodo   | Club                        | País  | Apariciones | Goles |
| --------- | --------------------------- | ----- | ----------- | ----- |
| 2006-2008 | Wuhan Optics Valley FC      | China | 35          | 3     |
| 2009      | Jiangsu Sainty              | China | 29          | 5     |
| 2010–2011 | Shandong Luneng             | China | 48          | 7     |
| 2012–2014 | Jiangsu Sainty              | China | 38          | 2     |
| 2015–2017 | Shanghai Shenhua            | China | 3           | 0     |
| 2017      | → Qingdao Huanghai (cedido) | China | 29          | 5     |
| 2018–2020 | Beijing Enterprises Group   | China | 30          | 0     |
| 2020–     | Wuhan Three Towns           | China | 40          | 3     |

### Selección nacional
Jugó para China en 30 ocasiones de 2009 a 2011 y anotó siete goles, debutando en una victoria por 3-1 ante Palestina el 18 de julio de 2009, y su primer gol lo anotó en la victoria por 3-0 ante Corea del Sur el 10 de febrero de 2010 en Tokio por el Campeonato de Fútbol de Asia Oriental de 2010, en la primera victoria de China ante Corea del Sur.

## Logros

### Club
- Superliga de China: 2010, 2022
- Primera Liga China: 2021
- Segunda Liga China: 2020

### Selección nacional
- Copa Asiática Sub-17 de la AFC: 2004
- Campeonato de Fútbol de Asia Oriental: 2010

### Individual
- Futbolista chino joven del año: 2009

## Estadísticas

### Goles con selección nacional
| # | Fecha      | Sede                                           | Rival               | Marcador | Resultado | Torneo                                            |
| - | ---------- | ---------------------------------------------- | ------------------- | -------- | --------- | ------------------------------------------------- |
| 1 | 10-2-2010  | Estadio Ajinomoto, Tokio, Japón                | Corea del Sur       | 3–0      | 3–0       | Campeonato de Fútbol de Asia Oriental de 2010     |
| 2 | 4-6-2010   | Stade Michel Volnay, Saint-Pierre, Réunion     | Francia             | 1–0      | 1–0       | Amistoso                                          |
| 3 | 22-12-2010 | Estadio Yuexiushan, Guangzhou, China           | Macedonia del Norte | 1–0      | 1–0       | Amistoso                                          |
|   | 2-1-2011   | Estadio Suheim bin Hamad, Doha, Catar          | Irak                | 3–2      | 3–2       | Amistoso                                          |
| 4 | 8-1-2011   | Estadio Thani bin Jassim, Doha, Catar          | Kuwait              | 2–0      | 2–0       | Copa Asiática 2011                                |
| 5 | 8-6-2011   | Guiyang Olympic Sports Center, Guiyang, China  | Corea del Norte     | 1–0      | 2–0       | Amistoso                                          |
| 6 | 28-7-2011  | Nuevo Estadio Nacional de Laos, Vientián, Laos | Laos                | 3–1      | 6–1       | Clasificación para la Copa Mundial de Fútbol 2014 |
| 7 | 28-7-2011  | Nuevo Estadio Nacional de Laos, Vientián, Laos | Laos                | 4–1      | 6–1       | Clasificación para la Copa Mundial de Fútbol 2014 |